# كارلوس أغيليرا
كارلوس أغيليرا (بالإسبانية: Carlos Alberto Aguilera)‏ (مواليد 21 سبتمبر 1964) هو لاعب كرة قدم. يلعب مع منتخب الأوروغواي لكرة القدم. سبق له أن لعب في كأس العالم لكرة القدم مع منتخب بلاده.

## روابط خارجية
- كارلوس أغيليرا على موقع الاتحاد الدولي (مؤرشف)  (الإنجليزية)
- كارلوس أغيليرا على موقع قاعدة بيانات كرة القدم.إي يو (الإنجليزية)
- كارلوس أغيليرا على موقع ناشيونال فوتبول تيمز (الإنجليزية)
- كارلوس أغيليرا على موقع عالم كرة القدم.نت (الإنجليزية)